# Chemins de fer de Provence
Cet article concerne une entreprise historique. Pour l'entreprise qui l'a précédé, voir Compagnie des chemins de fer du Sud de la France. Pour l'entreprise qui lui a succédé, voir Compagnie ferroviaire du Sud de la France.
Les Chemins de fer de Provence (CP), dits Train des Pignes, sont un réseau ferroviaire à voie métrique d'une longueur de 151 km assurant un service urbain de transports de voyageurs entre Nice et La Vésubie Plan-du-Var ainsi qu'un service voyageurs quotidiens entre Nice et Digne-les-Bains.
La concession de la ligne de Nice à Digne est cédée à la région Provence-Alpes-Côte d'Azur depuis le 1er janvier 2007, et l'exploitation est assurée par la Régie Régionale des Transports de Provence-Alpes-Côte d'Azur (RRT) depuis 1er janvier 2014.
Elle fait partie intégrante du réseau Zou ! depuis 2018.
La société des Chemins de fer de Provence (CP) a été créée en 1925 pour se substituer à la Compagnie des chemins de fer du Sud de la France (SF) dans la gestion du réseau de lignes secondaires que celle-ci avait établi dans les Alpes-Maritimes, le Var et les Basses-Alpes (aujourd'hui Alpes-de-Haute-Provence).
La société des Chemins de fer de Provence a aujourd'hui disparu, ainsi que deux des trois lignes qui composaient le réseau, mais le nom de Chemins de fer de Provence  reste attaché à la ligne Nice - Digne, la seule restant en activité.

## Histoire

### Les origines: le Sud-France

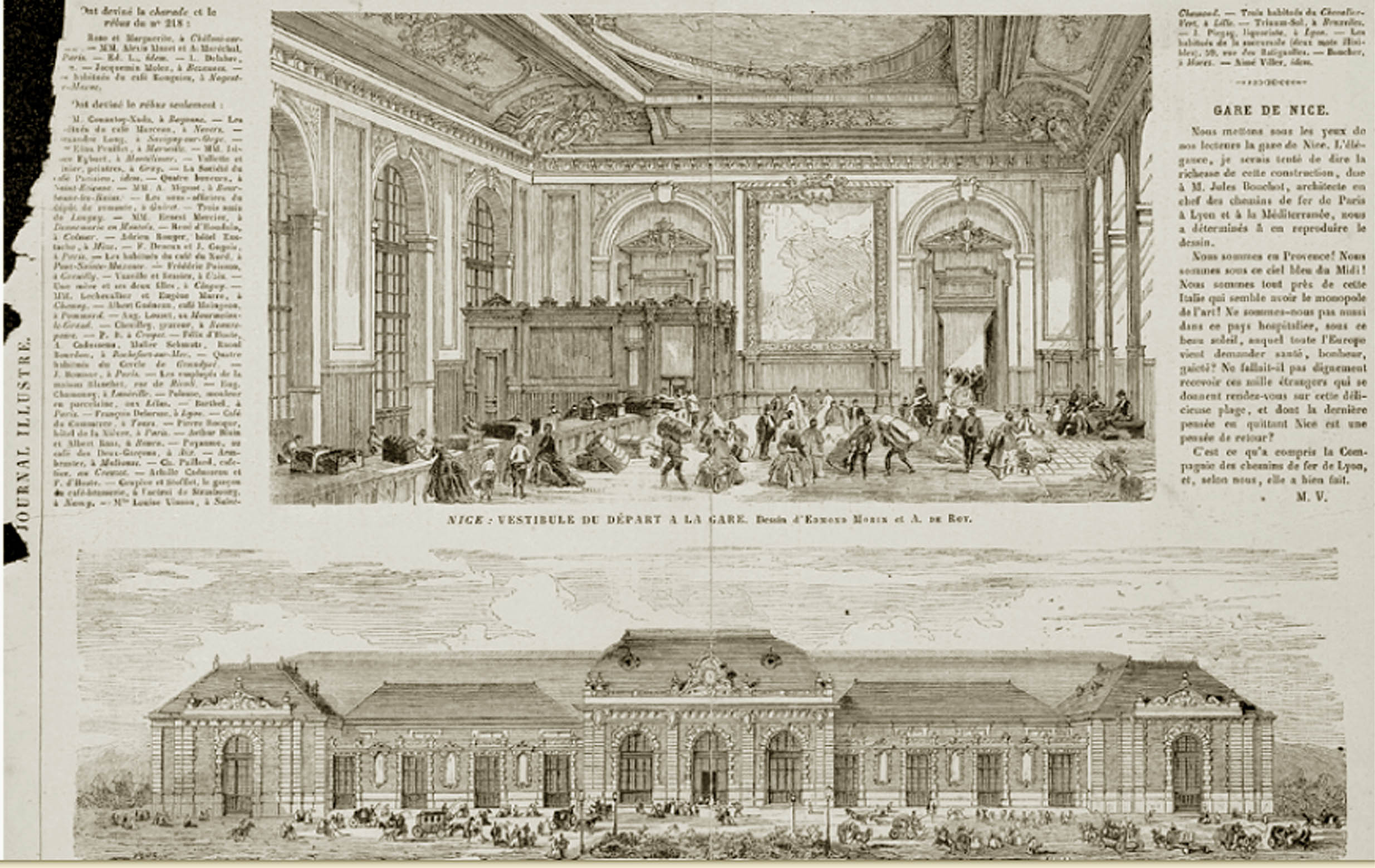
Gare PLM de Nice en 1865

En 1860, le Comté de Nice est rattaché à la France. Très vite, la Compagnie des Chemins de fer de Paris à Lyon et à la Méditerranée (PLM) prolonge son « artère impériale » jusqu'à Nice. Mais cette unique ligne ignore complètement l'arrière-pays et représente un détour important pour aller à Grenoble ou en Savoie. Dans le même temps, les habitants des environs de Grasse, déjà mécontents d'être séparés de leur département d'origine, se voient ignorés par la ligne, qui reste en bord de mer. Ce mécontentement rejoint celui des habitants du haut-Var, ignorés au profit de Toulon. Enfin, les autorités militaires s'inquiètent de la fragilité de cet unique accès à Nice ; une coupure de la voie en 1872 montre l'intérêt d'une autre liaison.
En 1879, le Plan Freycinet prévoit la construction de nombreuses lignes d'intérêt local, parmi lesquelles :
- Digne à Draguignan, par ou près de Castellane - 115 km
- Draguignan à Cagnes, par Grasse - 75 km
- Draguignan à Mirabeau, par Barjols - 96 km
- Nice à Puget-Théniers - 56 km.

Nice obtient en 1881 l'ajout d'une liaison de Nice à Grasse par Vence et la jonction de Puget-Théniers à Digne en remplacement de Digne - Draguignan.
En 1884, la société PLM, qui avait entrepris quelques travaux au départ de Digne, renonce à poursuivre.
La Compagnie des chemins de fer du Sud de la France (SF) est alors créée, mais les projets sont revus à la baisse. En particulier, il n'est plus question de voies à écartement normal mais de voies métriques (écartement de 1 mètre), afin de permettre la création de courbes plus serrées dans des reliefs difficiles et des travaux de construction moins coûteux.
Le "réseau Sud-France" (S.F.) comprendra finalement 3 lignes principales :
- de Nice à Digne par Puget-Théniers, soit 150 km
- de Nice à Meyrargues (Bouches-du-Rhône) par Grasse et Draguignan, soit 210 km
- de Toulon à Saint-Raphaël par la côte, soit 100 km, plus 10 km pour l'antenne Cogolin - Saint-Tropez

soit plus de 450 kilomètres, auxquels s'ajoutèrent plusieurs antennes dans les vallées affluentes du Var, les tramways des Alpes-Maritimes (TAM).

### Évolution: les CP

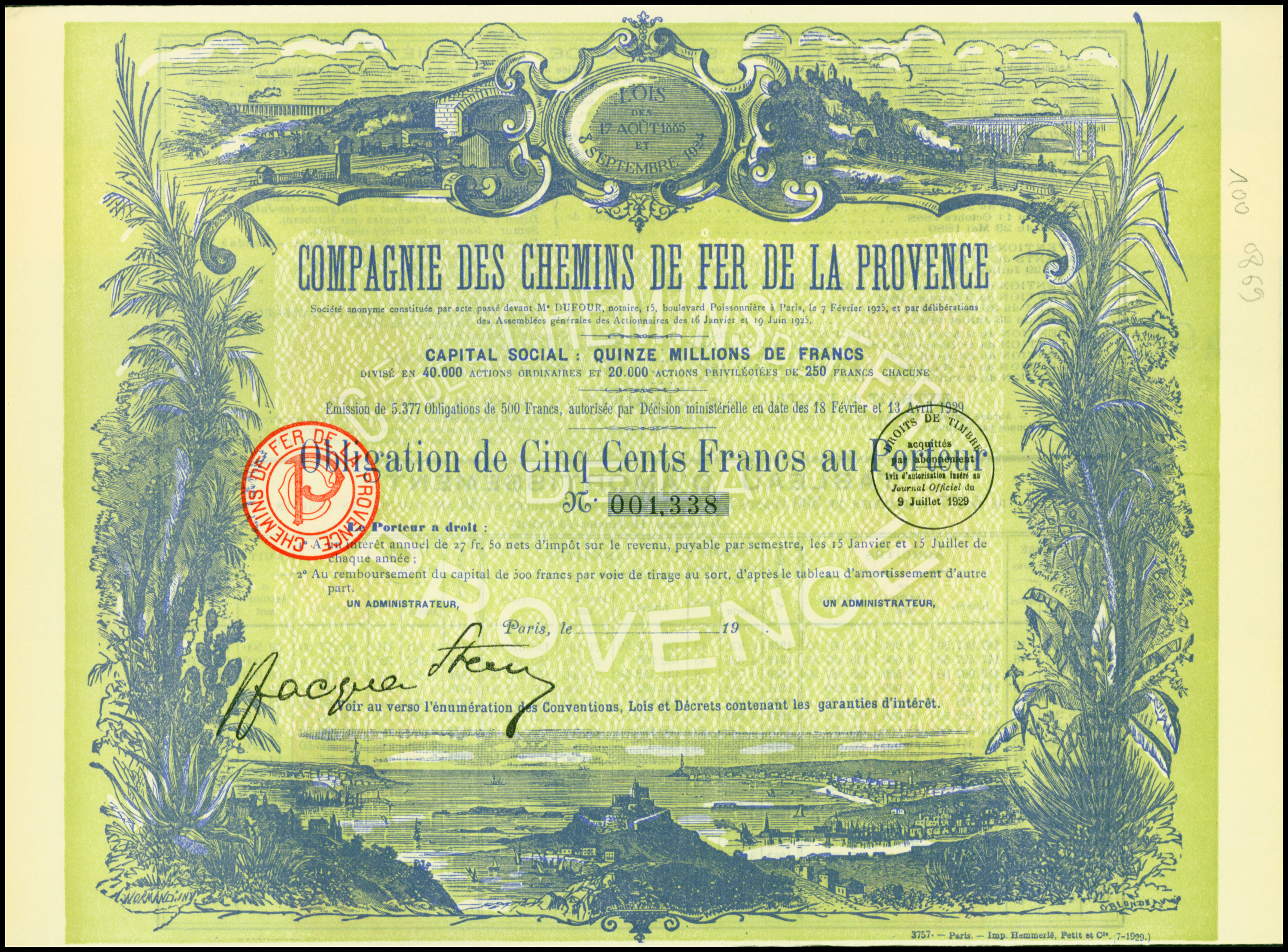
Obligation de la Compagnie des Chemins de Fer de la Provence en date du 9 Juillet 1929

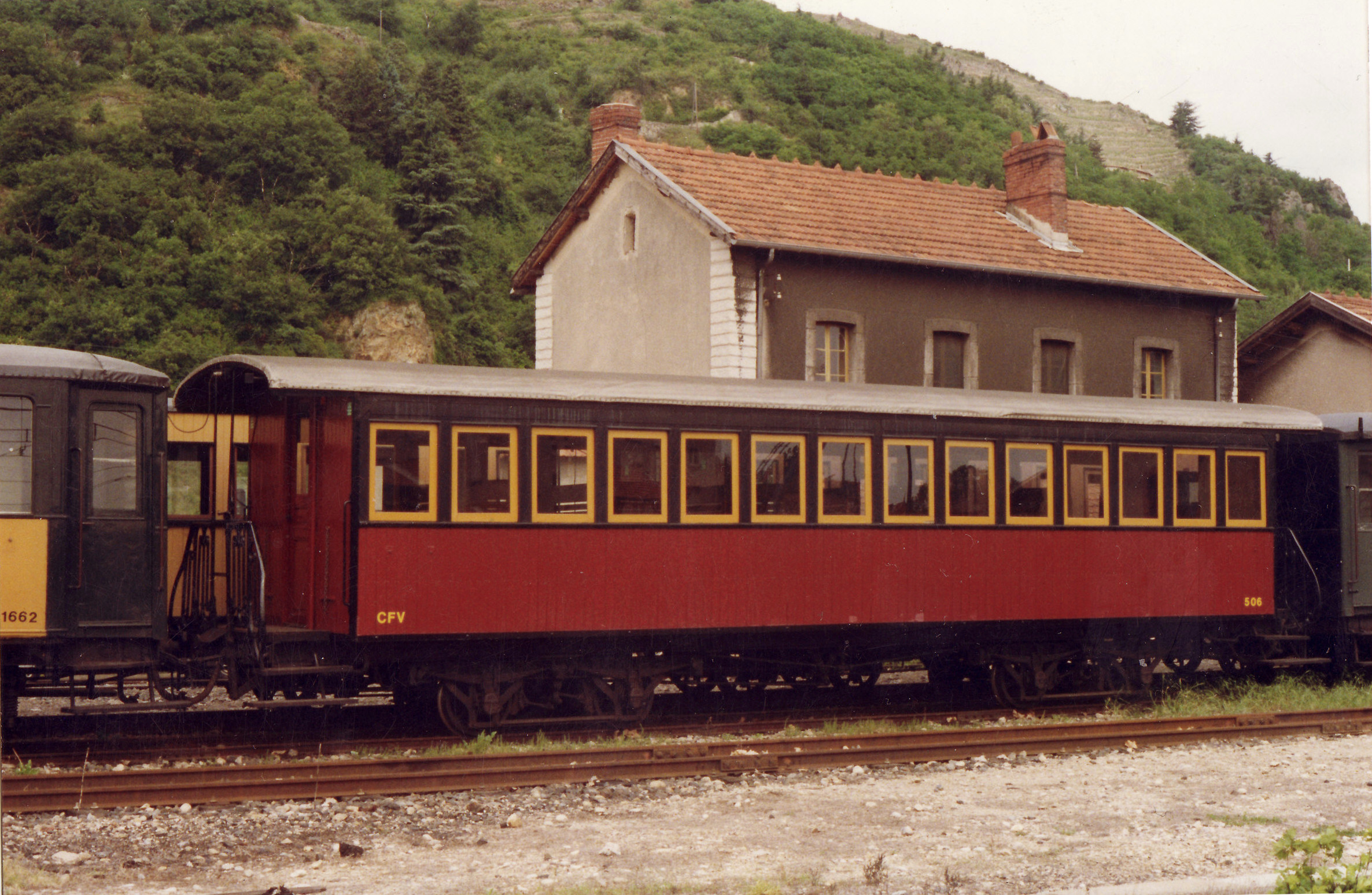
Voiture B 506 des CP, préservée par le Train des pignes à vapeur qui se situe à Puget-Théniers.

Déjà en 1894, un scandale avait éclaboussé les dirigeants de Sud-France. Lors de l’affaire du canal de Panama, le suicide du baron de Reinach, vice-président de Sud-France, révèle de nombreuses irrégularités. L’inculpation du directeur Félix Martin décrédibilise la Compagnie aux yeux de l’opinion publique.
En 1925, après de grosses difficultés financières, une nouvelle convention est signée entre l’État et la compagnie, qui devient compagnie des Chemins de fer de la Provence (CP). À ce moment, le réseau reste intact. Mais les problèmes financiers ne font que s'accroître. En juillet 1933, la compagnie renonce à l’exploitation des lignes du nord et du centre-Var, qui sont mises sous séquestre par l'État et dont l'exploitation est reprise par les Ponts et Chaussées. Les C.P. sont alors réduits à la ligne du littoral.
Dans l'immédiat avant-guerre, les 3 lignes reprennent de la vigueur, notamment grâce à la mise en service d'autorails à la place des trains à vapeur. Mais la guerre, et notamment les combats de la Libération, porte un coup sérieux aux infrastructures (en particulier dans les Alpes-Maritimes) et au matériel. La reprise en 1945 est extrêmement difficile. La ligne central-Var est limitée à Tanneron, et les autocars, que la compagnie avait obtenu d'utiliser en surplus des trains en 1939, prennent peu à peu la place de ceux-ci.
La ligne du littoral ferme en 1948-49, et Central-Var début 1950.
En 1952, l'État lève le séquestre, et autorise la reprise de la ligne Digne-Nice par une « administration provisoire » des C.P. Mais dès 1959, l'État menace de fermer la ligne si des mesures draconiennes ne sont pas prises. Après de nouvelles menaces en 1967 et 1968, les collectivités locales concernées (la région, les deux départements, les villes de Digne et de Nice) s'associent au sein du « Syndicat mixte Méditerranée-Alpes » (SYMA), qui obtient la concession de la ligne de la part de l’État par décret ministériel du 19 décembre 1972. Le SYMA confie l’exploitation en 1974 délégation de service public (DSP) à la Compagnie Ferroviaire du Sud de la France (CFSF), filiale de CFTA (groupe Transdev).
Un service de navettes entre Nice et Colomars est inauguré. En 1975, le SYMA ouvre à Lingostière des ateliers pour remplacer ceux de Draguignan devenus inaccessibles. L'optimisme est revenu. En 1980, c'est la création des circulations touristiques à vapeur gérées par le « Groupement d’études pour le Chemin de fer de Provence » (GECP). En 1981, la création de la liaison « Alpazur » Genève - Nice avec transbordement à Digne, première collaboration arrachée par les C.P. à une SNCF toujours réticente. En 1987, la création d'une halte pour le tout nouveau parc Zygofolis.
Nouvelle période noire : tandis que la mairie de Nice réclame la fermeture de la ligne au-delà de Colomars (soit 90 % de son parcours), la SNCF ferme la ligne Saint-Auban - Digne, coupant la relation Nice-Grenoble, et refuse, comme elle le fait depuis les années 1930, de céder ou d'affermer cette ligne aux C.P.
La mairie de Nice échange finalement le maintien de la ligne contre la cession par les C.P. de la magnifique gare du Sud. Mais, à l'automne 1994, une crue exceptionnelle du Var emporte la ligne sur plusieurs centaines de mètres ; il faut 18 mois pour qu'elle soit rétablie.
Au 1er janvier 2007, la région Provence-Alpes-Côte d'Azur reprend seule le relais du SYMA, qui est ainsi dissous. La ligne est alors exploitée par CFSF dans le cadre d'une DSP courant de juillet 2005 à juin 2013, prolongée jusqu'à fin 2013.
A l'échéance de la DSP, la Région, via la «Direction des Trains Régionaux et de L'Intermodalité» (DTRI) et son service dédié, le Service Chemin de fer de Provence» (SCFP) décide la reprise de l'exploitation en régie autonome avec la création d'un établissement public industriel et commercial dénommé « Régie Régionale des Transports de Provence- Alpes-Côte-d'Azur » (RRT PACA) qui succède à CFSF le 1 janvier 2014.

### La ligne du nord (Nice - Digne)

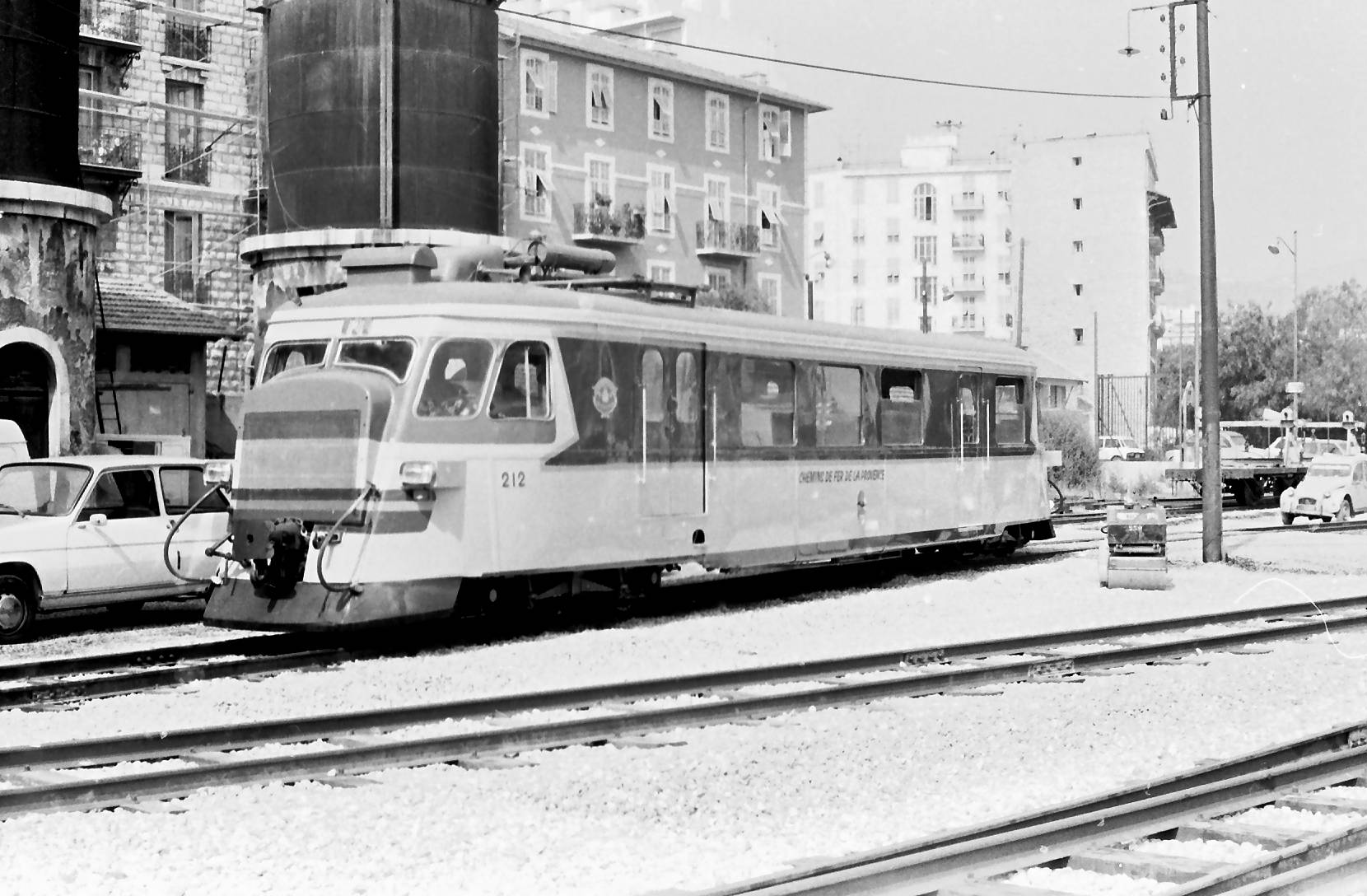
L'autorail Billard 212 en juillet 1983

Cette ligne, dont la construction a commencé en 1883, est faite de tronçons a priori indépendants mais finalement reliés entre eux. Au départ de Nice, il ne s'agissait d'abord que de désenclaver la vallée du Var, et notamment la sous-préfecture de Puget-Théniers. Au départ de Digne, on cherchait un débouché vers le sud (Draguignan) desservant Saint-André-les-Alpes et Castellane ; cette dernière est finalement délaissée au profit de la jonction avec le haut-Var et Nice, décidée en 1901.
Construite à partir des deux extrémités, la ligne est ainsi ouverte à l’exploitation par sections successives à partir d'août 1891, mais dans son intégralité seulement à l'été 1911. Elle offre la possibilité de relier Nice à Grenoble par un tracé plus court de 220 kilomètres que l'itinéraire PLM par Marseille.

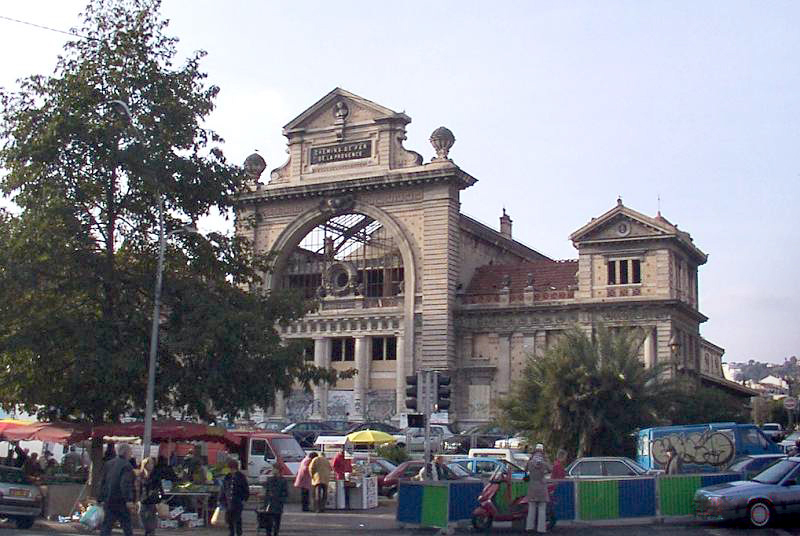
La gare du Sud à Nice en 2007

La gare terminus de Nice, dite Gare du Sud, un bâtiment d'une architecture remarquable, est située à 400 mètres de la gare PLM. En 1899, un raccordement entre les deux gares est construit, qui fait circuler les trains de marchandises en pleine ville ; mais il n’est jamais mis en service pour les voyageurs, ce qui porte un tort considérable à la ligne Sud-France.
À Digne, les gares SF et PLM sont côte à côte, mais sans jonction en raison de la différence d'écartement des voies. Sud-France a essayé de trouver un accord avec le PLM pour améliorer la correspondance entre les deux réseaux, sans succès.
La Première Guerre mondiale et la concurrence routière naissante mettent à mal l’ensemble des lignes secondaires dans les années 1920. En 1925, la mutation de Sud-France en compagnie des chemins de fer de Provence ne résout rien et la ligne, mise sous séquestre en 1933, est maintenue en activité par les Ponts et Chaussées. La mise en service d'autorails en 1935 apporte un souffle nouveau à la ligne et le trafic reprend. La Seconde Guerre mondiale lui porte un nouveau coup.
Depuis cette période, la ligne, régulièrement menacée de fermeture, doit sa survie au soutien des collectivités locales et de différentes associations. C'est jusqu'en 2003 la seule ligne de chemin de fer continentale ouverte au trafic régulier de voyageurs qui n'appartienne pas à RFF et ne soit pas exploitée par la SNCF.

### La ligne «Central-Var» (Nice - Meyrargues)
Initialement prévue en voie à écartement standard, la ligne fut ramenée à l'écartement métrique pour abaisser le coût de sa construction, en permettant des courbes plus serrées et des ouvrages d'art plus réduits. Les demandes des élus locaux qui souhaitaient être desservis donna à la ligne un tracé extrêmement sinueux.
L'inauguration officielle de la section Draguignan - Meyrargues eut lieu le 22 mars 1889. C'était la première fois en France qu'une ligne à voie étroite atteignait une centaine de kilomètres. À Meyrargues elle permettait, grâce à la proximité de trois gares (de trois réseaux différents) des correspondances vers le nord (Grenoble et la Savoie), vers le sud (Aix-en-Provence et Marseille) et vers l'ouest (Cavaillon et Avignon par la rive droite de la Durance, enfin Salon-de-Provence et Arles par les chemins de fer départementaux des Bouches-du-Rhône).
La construction de la section Draguignan - Grasse, dans un relief nettement plus tourmenté, nécessita la construction d’ouvrages d’art importants. Son ouverture au public eut lieu le 8 novembre 1890. Enfin, la section Grasse - Nice, concédée postérieurement au reste de la ligne, fut mise en service en juin 1892, en même temps qu'une première section de la ligne Nice - Digne, à laquelle elle se raccordait à Colomars.

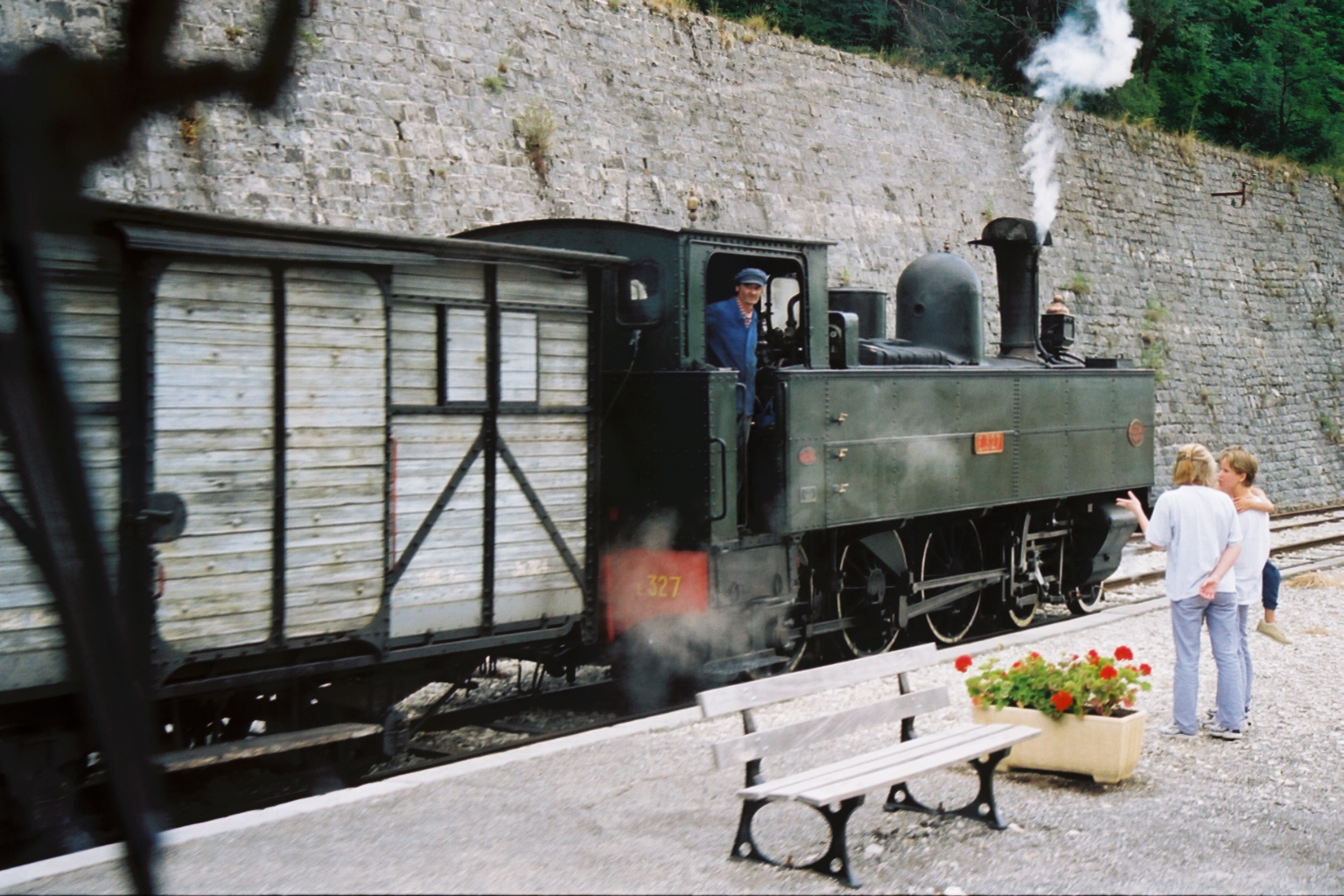
Le Train des Pignes à Vapeur de Puget-Théniers.

Cependant, le profil d'ensemble de la ligne était devenu tel qu'il ne s'agissait plus d'une vraie transversale susceptible de concurrencer la ligne PLM entre la vallée du Rhône et l'Italie. La desserte devint très rapidement une desserte locale et ces omnibus furent vite concurrencés par l'automobile et les autocars. En 1944, l'armée allemande détruisit les principaux ponts situés dans les Alpes-Maritimes et la compagnie n'eut pas les moyens financiers de les faire reconstruire. Début 1950, la ligne est définitivement fermée.
Ce train, qui traversait sur des dizaines de kilomètres des forêts de pins méditerranéens, reçut le surnom de « Train des pignes » (pigne signifie pomme de pin, en provençal francisé). La rumeur prétendit que ce surnom évoquait la lenteur du train, qui permettait aux voyageurs de descendre ramasser tranquillement des pignes, ou encore le fait que, en cas d'insuffisance de charbon, les machinistes les utilisaient comme combustible… Après la disparition de la ligne, ce surnom affectueux fut reporté sur la ligne du nord, qui le porte toujours.
Le nom de « Central-Var » a été repris récemment par les promoteurs d'une ligne touristique sur réseau classique, un peu plus au sud, entre Carnoules et Brignoles.

### La ligne du littoral (Toulon - Saint-Raphaël)

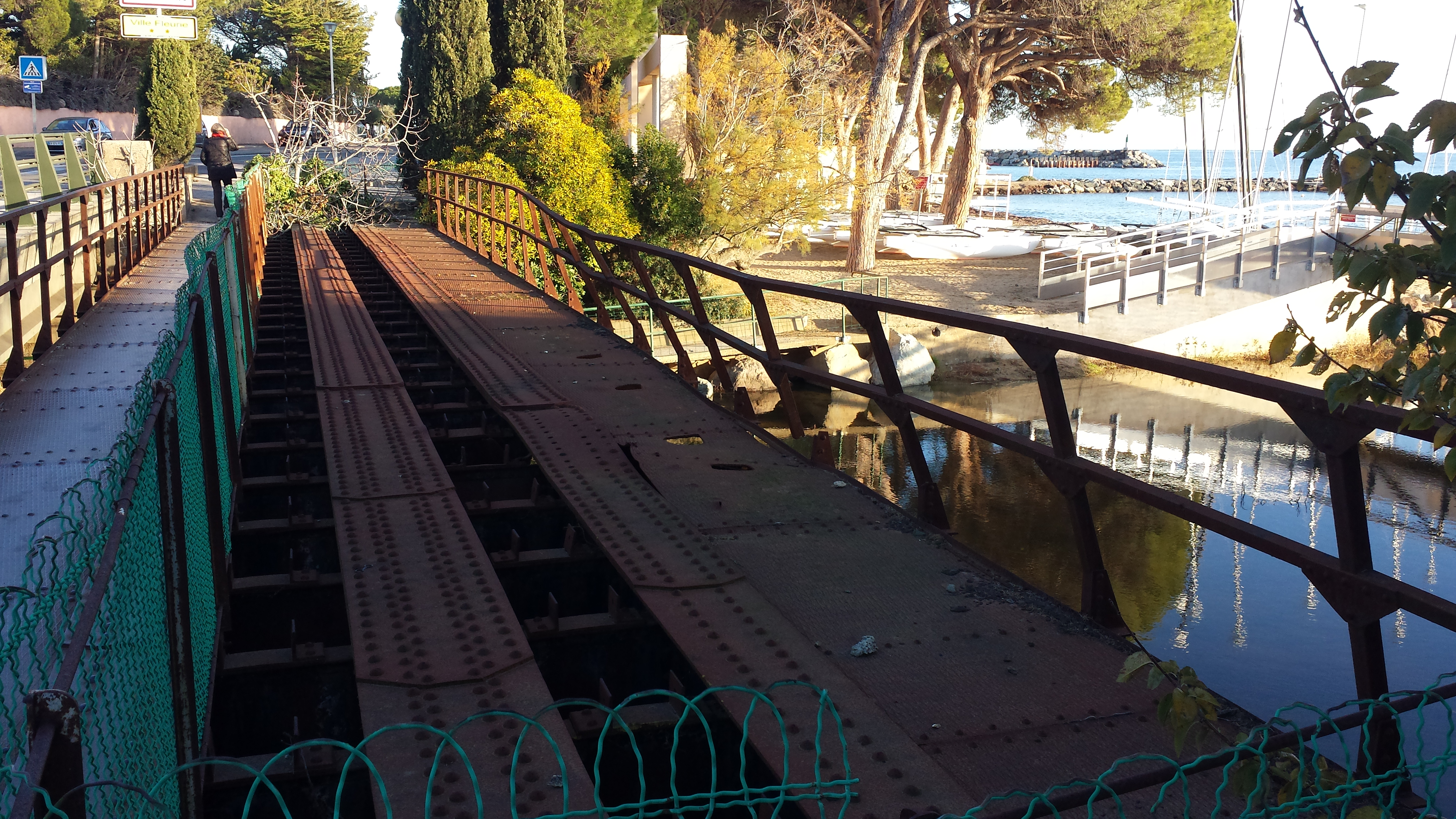
Ancien pont de la ligne du littoral varois à Roquebrune sur Argens (Les Issambres), sur le cours d'eau du Val d'Esquières (plage de la Garonnette) ; vue orientée vers l'est

La construction d'une ligne d'intérêt local de Toulon à Saint-Raphaël (Var) fut décidée en 1884. À l'été 1889, la ligne était ouverte à la circulation de Saint-Raphaël à Cogolin - Saint-Tropez, et un an plus tard (août 1890) jusqu'à Hyères. Ce n'est qu'en 1905 que, forte de son succès, elle fut prolongée à l'ouest jusqu'à Toulon.
Ce train était surnommé « le Macaron ».
Cette ligne désenclavait plusieurs communes importantes de la corniche des Maures, et acquit très vite un intérêt touristique important. La desserte par autorails à partir de 1935 eut un succès considérable. La Seconde Guerre mondiale fut cependant fatale à la ligne, fortement dégradée en divers points par le débarquement allié du 15 août 1944, fut officiellement fermée en 1948, malgré un trafic très important.
La plateforme est actuellement transformée en voie verte (piste piétonnière ou cyclable) à la sortie est de Toulon, jusqu'à Bormes-les-Mimosas (le « chemin du train des Pignes ») et au Lavandou.

### De nos jours
Le 1er janvier 2007, la concession de la ligne de Nice à Digne est cédée à la région Provence-Alpes-Côte d'Azur. L'unique ligne dite « Chemins de fer de Provence » est alors reprise par la CFTA (précédemment concessionnaire via le SYMA) qui décide de créer une filiale nommée Compagnie ferroviaire du Sud de la France (CFSF) suivant une autre procédure.
L’expiration de sa concession a eu lieu le 1er janvier 2014, la région PACA a alors repris l'exploitation sous forme de régie directe nommée la régie régionale des transports de Provence-Alpes-Côte d'Azur (RRT PACA),.
Depuis 2018, la ligne de Nice à Digne est divisée en deux : un service urbain de transports de voyageurs entre Nice et La Vésubie Plan-du-Var ainsi qu'un service touristique entre Nice et Digne-les-Bains et fait partie intégrante du réseau Zou !.
Le 1er juillet 2023, la desserte Nice - Le Chaudan est intégrée à la tarification du réseau Lignes d'Azur, permettant aux voyageurs au sein de la Métropole Nice Côté d'Azur l'utilisation d'un seul titre de transport,. De plus, l'offre de soirée est renforcée le vendredi et le samedi soir avec la création des 4 allers-retours entre Nice et Colomars jusqu'à 23h.

## Matériel roulant

### Locomotives
Après une première commande portant sur dix autorails doubles Brissonneau et Lotz, les bonnes expériences avec ce matériel incitent la direction à solliciter le Conseil général pour accorder le financement de quatre unités supplémentaires (voir ci-dessous, Autorails).
En même temps, le 27 novembre 1936, les CP passent commande de deux fourgons automoteurs qui en sont dérivés, destinés au remorquage des trains de marchandises sur la ligne du littoral varois.
Il s'agit de véhicules à bogies et à deux postes de conduite, longs de 12,44 m et d'une tare de 25 t, munis de deux groupes électrogènes Berliet de 150 ch, entraînant chacun une génératrice Brissonneau et Lotz de 90 kW. Chaque bogie possède deux moteurs de traction de 45 kW. Le compartiment technique occupe le centre de la caisse, et il est encadré par deux compartiments-fourgons abritant en même temps les postes de conduite.
Construits dans l'usine Brissonneau et Lotz de Creil, les deux fourgons automoteurs sont livrés à Fréjus le 27 juin et le 1er août 1938 et numérotés TZ 51 et 52. Ils donnent également pleine satisfaction et permettent, conjointement avec les autorails, d'évincer la traction à vapeur sur le service régulier le long de la côte d'Azur.
Après la fermeture du réseau, ils sont vendus à deux réseaux espagnols aujourd'hui incorporés aux FEVE et fonctionnent jusqu'au début des années 1980.
Quatre autres tracteurs d'un type similaire sont livrés pour le chemin de fer de La Réunion en 1945, se distinguant par une carrosserie adaptée au gabarit limité de ce réseau, et par des moteurs Saurer de 160 ch.

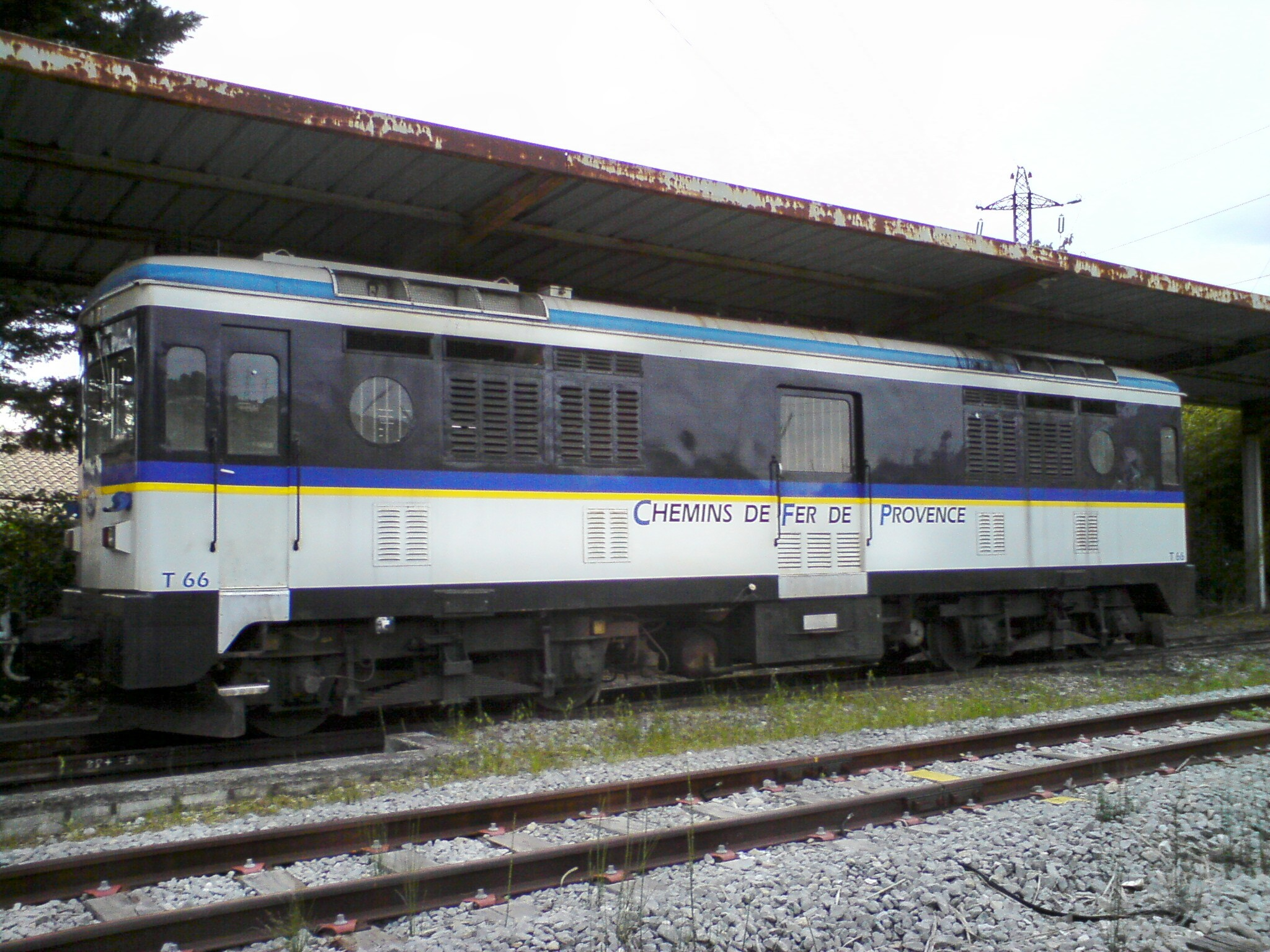
Locomotive no 66 modernisée près des ateliers de Lingostière.

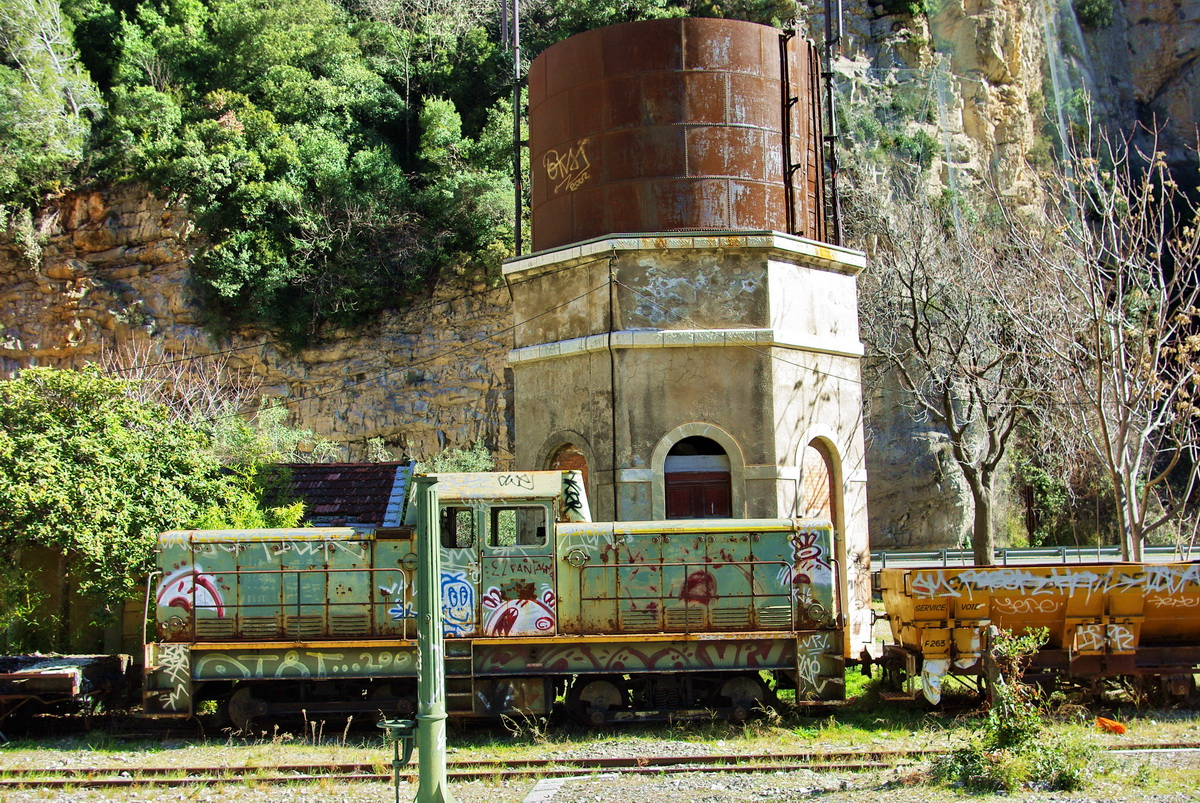
La BB 401 garée en gare de La Tinée a été revendue au Chemin de fer de Bon-Repos.

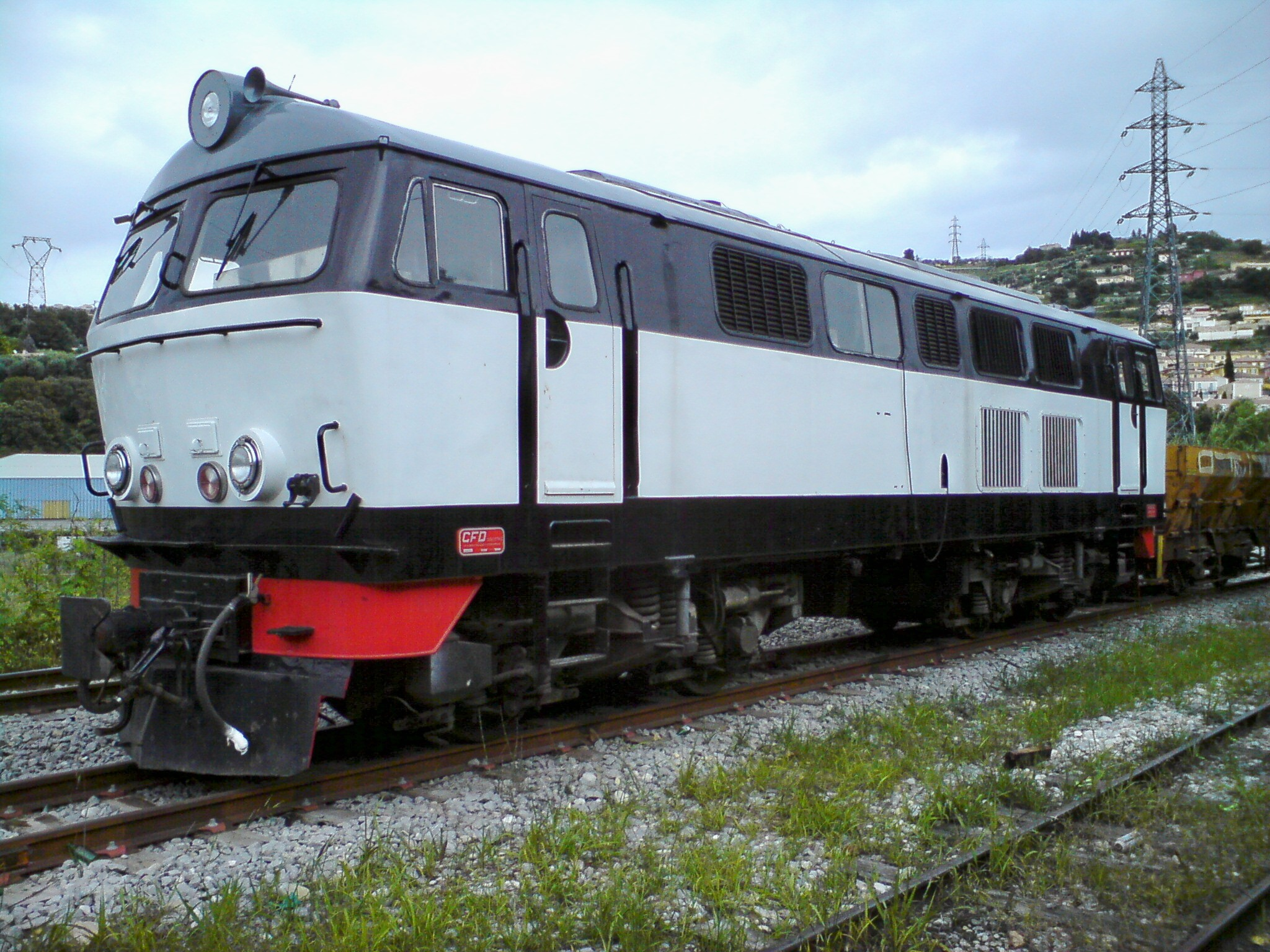
Locomotive Henschel BB 1200 près des ateliers de Lingostière.

Après-guerre, en 1949, l'Union des voies ferrées met en étude un locotracteur diesel-électrique à voie métrique, apte à être utilisé sur n'importe quelle ligne avec de légères modifications. Or, seulement trois réseaux se déclarent finalement intéressés : la Provence, les Voies ferrées du Dauphiné (VFD) et les Chemins de fer de la Corse (administré par les Ponts et Chaussées).
Après appel d'offres, une commande de dix unités est conjointement passée auprès des établissements Brissonneau et Lotz en 1950. Quatre unités sont destinées à la Provence, et c'est ce réseau qui donne son nom au modèle.
À deux postes de conduite aux extrémités, ce tracteur à bogies dispose de deux groupes électrogènes distincts, séparés par un compartiment-fourgon central, et isolés des cabines des conduites exiguës par des cloisons ignifuges.
Les moteurs Renault 517 J de 300 ch (le même qu'utilisé sur de nombreux autorails) entraînent des génératrices Brissonneau et Lotz de 240 kW alimentant les quatre moteurs de traction de 120 kW, connectés en série deux par deux. Ainsi, tous les essieux sont moteurs.
Les unités livrées aux chemins de fer de Provence sont numérotées 61 à 64 et se démarquent par des portes d'intercirculation aux extrémités : en effet, pendant les premières années, les tracteurs sont affectés non seulement aux trains de marchandises, mais aussi au train mixte Nice - Digne et retour.
La livraison s'échelonne du 10 février 1951 au 4 août 1951. Bien que donnant satisfaction, des problèmes de pièces détachées entraînent la radiation de deux unités dès 1971.
Le no 64 est muté en Corse en août 1964 sur décision ministérielle, pour rééquilibrer les effectifs des deux réseaux. Il est rapidement remplacé par le no 65 en provenance des VFD, dont le réseau à voie métrique vient d'être fermé la même année. Seul le no 62 reste actif dans les années 1980, et, avec de nombreuses périodes d'arrêt, l'est toujours,.
Depuis 1999, il est rejoint par le no 66 rapatrié de Suisse. Avant d'être remis en service, il a été modernisé et remotorisé par la société Locotract à Arles, suivi en 2002 par le no 62. Déjà les locomotives diesel les plus puissantes construites pour la voie métrique française (hors colonies), leur performance est ainsi portée à 589 kW. Une adaptation plus récente porte sur l'équipement de réversibilité pour emploi avec la rame réversible formée des voitures XR-1372 et XR-1376[réf. souhaitée]. Les no 62 et 66 ont été cédés, puis transférés au Chemin de fer du Vivarais le 20 octobre 2022.
Les tracteurs défaillants no 61 et 63 sont remplacés par des machines plus modernes en provenance du réseau PO-Corrèze fermé en 1971. Elles appartiennent au type « BB 400 » mis au point par l'atelier de Montmirail des CFD, et construit en quatre exemplaires pour la voie métrique.
Les deux premières sont commandées par la SNCF et livrées le 1er décembre 1962 au PO-Corrèze. Les BB 401 et 402 disposent d'une cabine centrale, et sous les deux capots symétriques, se cachent des groupes de traction strictement identiques avec des moteurs Poyaud de 207 ch. La boîte de vitesses à commande hydraulique Asynchro brevetée par CFD assure la synchronisation entre les deux moteurs et permet la marche avec un seul moteur. Les essieux des bogies sont couplés par des bielles.
La troisième machine livrée au réseau CFD Vivarais se distingue par un poids plus léger, mais dès son arrivée en Provence en juin 1969, elle est lestée pour atteindre le même poids que les précédentes, soit 46 t. Numérotée BB 403, elle assure la réserve au dépôt de Nice pendant quelques années avant d'être mutée en la Corse en janvier 1974, également par décision ministérielle et pour rééquilibrer l'effectif entre les deux réseaux.
La BB 401 est arrêtée pendant la première moitié des années 1980, puis depuis, garée à l'extérieur (d'abord à Lingostière puis à La Tinée). Au mois de septembre 2016 elle est transférée au Chemin de Fer de Bon-Repos. La BB 402 est elle aussi arrêtée en attente de révision dix ans plus tard, et finalement cédée au CFV en 2001. Aucune remise en état n'est prévue concrètement[réf. souhaitée].
Pour les manœuvres en gare de Nice-Sud et les dessertes marchandises entre cette gare et la gare de Nice de la SNCF, par une ligne de raccordement à trois files de rails établie en pleine rue à la manière d'un tramway, les CP commandent aux ateliers CFD de Montmirail un locotracteur de faible puissance.
Comme tous les locotracteurs CFD construits de la fin des années 1930 jusqu'au tout début des années 1950, il est réalisé à partir du châssis et des roues d'une locomotive à vapeur, en l'occurrence la 040T Corpet-Louvet no 1721 de l'entreprise Paul Frot (de la même série que la no 22 propriété de la FACS et en service sur les VFV depuis 2011).
Quant au moteur Willème de 180 ch, il est également commun à tous les locotracteurs CFD de la période 1946-51. Par contre, le tracteur no 51 livré le 25 février 1949 est l'unique exemplaire à quatre essieux sans bogies. Afin de pouvoir manœuvrer des wagons à voie normale, il est muni du double tamponnement voie normale / voie métrique.
Le no 51 connaît une carrière particulièrement longue et ne quitte le service que pendant la seconde moitié des années 1980. Il est garé depuis sur les emprises des ateliers de Lingostière.
Un second tracteur CFD de Montmirail est acquis d'occasion en 1964 auprès des CFDT. De conception habituelle à trois essieux, il a été réalisé à partir de la locomotive Pinguely no 82 du réseau CFD-Dordogne pour le compte des établissements Solvay de Dombasle-sur-Meurthe.
Immatriculé no 52 sur les CP, le tracteur est déjà garé au milieu des années 1980. Peu de temps après, il a été cédé aux actuelles VFV peu avant l'arrêt de la première exploitation par l'association CFR, et subsiste comme carcasse en gare de Raucoules-Brossettes.
La locomotive la plus puissante en service sur le réseau provençal ainsi que sur l'ensemble des lignes à voie métrique françaises est la BB 1200 achetée d'occasion en 1992 auprès des FEVE en Espagne où elle a porté le no 1404.
Comme son numéro l'indique, elle développe une puissance de 1 200 ch, soit 880 kW, grâce à son moteur MGO V16, équipant par ailleurs de nombreuses locomotives SNCF.
La no 1404 fait partie d'une série de cinq locomotives construites par Henschel en 1964 et 1966 pour le réseau minier des Ferrocarriles de la Sierra Menera, et vendues à la FEVE en 1972. Elle porte le numéro d'usine 31003 et a été livrée en 1966.
En raison de sa masse importante de 56 t et du mauvais état de l'infrastructure sur la ligne des CP, sa vitesse maximale est réduite de 60 km/h à 35 km/h puis 25 km/h[réf. souhaitée]. De ce fait, la BB 1200 ne peut être utilisée que pour les trains de travaux, et non pour les trains spéciaux avec la rame de voitures AT, qui de toute façon ont été arrêtées entretemps.
En Décembre 2022, elle est récupérée par l'association du Train des Pignes Historique .

### Autorails anciens
La ligne du littoral varois est la première que les CP décident de « diéséliser » conjointement avec le Conseil général du Var, qui lance un appel d'offres le 5 janvier 1934, et à la suite de la proposition de rames doubles composées d'une motrice et d'une remorque soumise par les établissements Brissonneau et Lotz de Creil, passent commande de dix unités le 16 février 1934.
Pour la ligne Nice - Digne, les CP choisissent un modèle différent, le ABH1 de Renault, dérivé du type VH pour les grands réseaux. C'est le premier autorail moderne pour la voie métrique conçu par le constructeur, et il sera décliné en sept autres versions livrées jusqu'au début des années 1950 à cinq réseaux différents, dont deux en outre-mer.
Un marché portant sur six ABH1 est passé le 8 octobre 1934, et les deux premières unités sont livrées respectivement le 11 et le 22 février 1935, soit seulement quatre mois après la commande. Les quatre autres exemplaires n'arrivent qu'en octobre et novembre.
Ces autorails diesel-mécaniques sont munis de moteurs Renault 517 de 265 ch et ont une tare 26,8 t, soit une charge en service de 32,15 t. La longueur totale, de 20,6 m, dépasse par ailleurs nettement celle de la version à voie normale, de 19,5 m seulement. Quant à la largeur, de 2,7 m, elle est de 17 cm inférieure à celle des VH. Le moteur est logé dans la caisse, dans un compartiment abritant en même temps l'un des deux postes de conduite. Seuls les deux essieux du bogie en dessous du moteur sont moteurs. - Le deuxième poste de conduite est situé dans le compartiment à bagages. Les voyageurs prennent place dans une salle à classe unique, accessible par deux portes par côté. Un WC est à leur disposition.
Ces autorails ABH1 donnent pleine satisfaction, et la direction choisit d'équiper la ligne du Central-Var du même modèle. Tenant compte de la géométrie de cette ligne, moins généreuse, les engins de cette seconde série commandée le 13 mai 1939 sont plus courts (19,25 m), ce qui correspond à une fenêtre en moins par côté. En outre, le compartiment-fourgon est agrandi et permet le chargement de 3 t de colis, ce qui ne laisse place qu'à 28 places assises et six strapontins.
La Seconde Guerre mondiale retarde la livraison de la deuxième série, désignée comme ABH5 : une moitié est livrée en 1942, et l'autre en 1945. Leur ligne est déjà scindée en deux parties et vit ses dernières années.
Les ABH assurent par contre la quasi-totalité du service voyageurs sur la ligne Nice - Digne entre la fin des années 1940 jusqu'en 1970, et les trois dernières unités survivantes restent indispensables pour assurer la réserve à Nice et à Digne ainsi que des trains spéciaux, dans les limites de leur disponibilité, jusqu'au début du troisième millénaire,. Ce sont alors les autorails les plus anciens en service commercial en France.
En 1969, l'État répartit le matériel du réseau fermé du Vivarais entre les deux exploitations touristiques qui viennent de se constituer, et les chemins de fer de Provence.
Quatre autorails Billard d'avant-guerre arrivent donc à Nice, dont deux appartiennent au type A 150 D également construit pour la Corse, et deux autres au type A 150 D2, qui n'a existé qu'en quatre exemplaires. Il s'agit là de « rames doubles » formés de deux éléments indissociables en service.
Les CP possèdent déjà trois remorques Billard R 210 (voir ci-dessous), mais plus récentes. Les autorails d'occasion no 211 à 212 et 223 à 224 bénéficient d'une nouvelle livrée bleu et crème avant d'entrer en service régulier.
Mais avec toujours dix autorails Renault et la commande d'autorails neufs qui se décide bientôt, ils ne sont pas vraiment indispensables à une époque où les navettes de banlieue n'existent pas encore. Subissant un par un des avaries du moteur, ils quittent le service un par un entre 1971 et 1974, sauf le no 212 qui est même modernisé en 1983 avant de terminer sa carrière dans les années 1990 comme engin de dépannage.

### Autorails modernes
Les chemins de fer de Provence sont le premier réseau français à voie métrique à commander de nouveaux autorails depuis 1950. Ils se tournent vers les ateliers CFD de Montmirail, qui conçoivent, en faisant appel à des pièces issues d'autobus SAVIEM, des engins simples et légers montés sur bogies.
La motorisation, de deux fois 165 ch, n'est que légèrement supérieure à celle des ABH5, et un seul essieu par bogie est moteur. On renonce à un compartiment à bagages et des cabines de conduite séparées, et on obtient ainsi une salle unique de quarante-huit places assises à vision panoramique. Le WC est installé à peu près au milieu de la salle.
Les quatre autorails « SY » comme ils sont d'abord appelés, sont livrés en 1972 dans une livrée jaune canari. S'ils ne disposent pas de remorques assorties, ils peuvent tracter les petites remorques Billard (voir ci-dessous) ou circuler en unité multiple.
Deux autres exemplaires sont livrés en 1977 avec une carrosserie modifiée et, pour la première fois, la livrée Arzens « Grand Confort » instaurée par la CFTA, en Corse comme en Provence. Ces engins numérotés SY-05 et SY-06 sont similaires par ailleurs aux X 2000 livrés aux chemins de fer de la Corse deux ans auparavant, où la mauvaise adhérence des roues motrices et le refroidissement insuffisant des moteurs ont pourtant occasionné de sérieux problèmes.
En effet, en Provence non plus, l'exploitation des autorails CFD ne se déroule pas sans difficultés, mais les CP parviennent néanmoins à les amener à un bon niveau de fiabilité. Au bout d'une vingtaine d'années de carrière, les six unités sont successivement reconstruites, en ne conservant guère que l'ossature métallique, les bogies, les organes de choc et les pupitres de conduite,,.
L'acquisition d'un septième autorail neuf en 1984 doit permettre de reléguer les vieux Renault ABH à la réserve, et la rame double Soulé X 351 / XR 1351 fait l'objet d'attentes particulières. Elle dispose d'un aménagement intérieur plus confortable que les autorails CFD, proche des autocars de grand tourisme, et doit prendre en charge les trains les plus fréquentés, dont notamment l'Alpazur pendant la saison estivale.
Or, d'incessantes pannes et problèmes techniques rendent la rame inapte au service pour lequel elle a été conçue. Le respect des horaires calculés pour les autorails CFD reste impossible. Pendant deux ans, de 1992 à 1994, les ateliers CP de Lingostière essaient d'éliminer toutes ces faiblesses, sans pourtant parvenir à fiabiliser la rame double.
La puissance du moteur prototypique Poyaud a dû être bridée par précaution, et le turbocompresseur a dû être déposé. De ce fait, l'autorail manquant de puissance est le plus souvent affecté aux trains spéciaux et aux navettes de banlieue, sans sa remorque : ceci est possible grâce à une seconde cabine de conduite à côté de l'intercirculation,.
En 2008, un incendie accidentel détruit largement l'autorail et sa remorque, l'origine étant un boîtier et des câbles vétustes qui ne figuraient pas sur les plans, et que le personnel des ateliers avait ignorés lors des différentes interventions. La reconstruction est toutefois décidée, et elle est sous-traitée à SAFRA, un carrossier industriel d'Albi, pour une remise en service début 2012[réf. souhaitée].
Au mois de juin 2015, le conseil régional de Provence-Alpes-Côte d'Azur annonce l'acquisition pour les Chemins de fer de Provence, de six autorails d'occasion type CAF série 6100 (es) auprès du Réseau ferroviaire de Majorque.

### Remorques d'autorails et voitures voyageurs
Les autorails Renault ne sont initialement pas prévus pour circuler avec des remorques, mais sont toutefois munis des organes de choc et accouplements réguliers selon les normes en vigueur sur le réseau.
Ce n'est qu'au milieu des années 1950 que la direction décide de commander deux remorques Billard R 210, type mise au point vingt ans auparavant et reprenant la carrosserie des autorails Billard du type A 80 D.
Les RL-1 et RL-2 sont des véhicules à bogies, à plancher bas et très légers, avec une tare inférieure à 6 t : cette caractéristique est fondamentale, étant donné la faible motorisation des Renault ABH. Comme ces derniers disposent déjà de compartiments à bagages, les remorques sont commandées sans cet équipement, généralement prévu par le constructeur.
Une troisième remorque Billard suit en 1959 et est numérotée RL-3 ; c'est la dernière livraison du constructeur tourangeau pour un réseau français.
Ultérieurement, les CP profitent de la fermeture de la plupart des lignes à voie métrique françaises pour acquérir deux autres exemplaires d'occasion en 1964, auprès des CFDT (dont le reste du matériel roulant arrivera en Corse un an plus tard). Ces deux remorques RL-4 et RL-5 sont dépourvues de WC.
En 1969, la dotation de matériel ex-CFD-Vivarais comprend également deux remorques Billard R 210, cette fois-ci avec l'aménagement habituel comportant vingt-huit places assises, un compartiment à bagages et un WC. Repeintes en bleu et gris-clair, d'autres remorques revêtiront encore la couleur des nouveaux autorails CFD, le jaune canari.
Toutefois, à partir de la fin des années 1970, les CP font doter quatre remorques d'une nouvelle carrosserie auprès des établissements Garnéro de Carros. La RL-1331 conserve ses bogies, alors que les RL-1334 à 1336 reçoivent des essieux radiants dans un souci d'allègement poussé à l'extrême.
Quant aux RL 1332, 1333 et 1337, elles sont réservées au transport des messageries et transformées par les ateliers de Lingostière. Les fenêtres sont condamnées et la porte centrale est élargie. La livrée devient uniformément grise.
Plus tard, les CP dotent la RL 1337 d'une nouvelle carrosserie en 1989, mais laissent les travaux inachevés pendant plusieurs années avant de finalement les terminer et de remettre le véhicule en service,[réf. souhaitée].
Restent à mentionner les remorques à grande capacité no 104 et 105, également reconstruites par Garnéro et appartenant aux Chemins de fer de la Corse (voir dans cet article).
La remorque XR-1351 occupe une place spéciale : c'est la seule à avoir été construite pour un autorail spécifique, en l'occurrence le X 351, avec laquelle elle forme une rame d'apparence homogène. Étant donné que celle-ci n'est pas indissociable, la XR-1351 doit être mentionnée séparément ; en même temps, elle ne peut être employée avec les autres autorails insuffisamment motorisés pour tracter ce véhicule lourd de grande capacité.
Avec la disponibilité de douze autorails pour la ligne Nice - Digne après 1945, les trains à vapeur sont condamnés à disparaître dès la fin des pénuries de l'après-guerre. La livraison des quatre tracteurs Brissonneau et Lotz en 1951 signifie la fin définitive de la traction à vapeur, et les voitures de voyageurs classiques disparaissent du service.
Les plus récentes datent de 1911, et constituent la deuxième livraison d'une série dite voitures d'excursion. Ce sont ces quatre voitures que les ateliers CP de Nice dotent d'une nouvelle carrosserie en 1950, pour un emploi dans les trains mixtes (supprimés en 1953) et les trains spéciaux. Numérotées AT 1 à 4, elles sont les seules représentantes des voitures de voyageurs sur le réseau, et sont restaurées pour une ultime fois à partir de 1994 dans le dépôt de Digne.
Le manque de locotracteurs (souvent une seule unité fonctionne) rend les utilisations de plus en plus rares, et l'utilisation en service régulier est empêchée par la vitesse limitée à 60 km/h des locotracteurs. De ce fait, les voitures AT, renumérotées XR 1341 à 1344, ont finalement été garées hors service.
Les XR 1341 et 1344 ont été transférées au Chemin de fer de Bon-Repos.
À partir des années 1990, les pannes des autorails Renault deviennent de plus en plus fréquentes, et la réparation est compliquée par le manque de pièces détachées. En dépit de la disponibilité d'autorails d'occasion de différents types à l'étranger, les CP restent dans l'expectative, alors que les crédits pour l'acquisition de matériel neuf font également défaut.
Après le garage du dernier autorail ABH, le manque de matériel devient criant, et la direction décide finalement d'acheter deux voitures anciennes en Suisse pour en former une rame réversible.

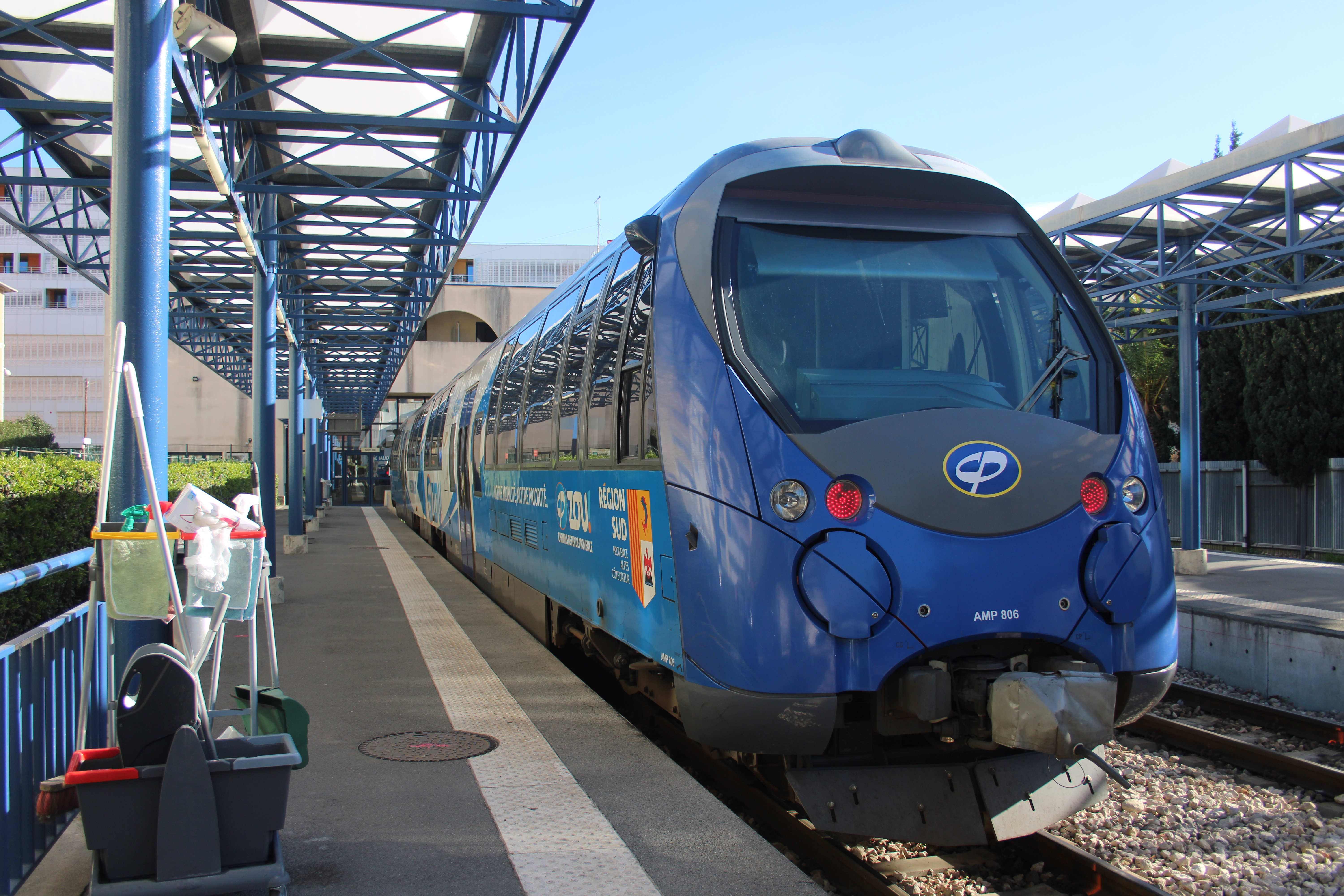
AMP 806 en gare de Nice CP

Devant être tractée par l'un des deux locotracteurs Brissonneau et Lotz, cette rame réversible destinée au trafic de banlieue est pourtant frappée du même handicap que les voitures AT, à savoir la limitation de la vitesse à 60 km/h. Les horaires, tracés pour 75 km/h, ne peuvent donc pas être respectés.
Par ailleurs, la mise en service de la rame réversible est suivie de près par la commande des quatre nouveaux automoteurs AMP-800 fin 2006.

### Matériel hybride
En janvier 2025, la région officialise la commande de huit nouvelles rames, auprès du constructeur Stadler. 
Les trains commandés seront hybrides diesel/batteries, avec une capacité de 180 passagers pour une longueur de 40m. Les premières livraisons se feront pour 2027 avec une mise en service espérée en 2028.

## Historique du logo

Ancien logo
Logo actuel